# مارك أندرسون (سباح)
مارك أندرسون (بالإنجليزية: Mark Anderson)‏ (15 مايو 1952 م – ) هو سباح، من أستراليا، مثّل بلاده في الألعاب الأولمبية الصيفية 1968.

## وصلات خارجية
- مارك أندرسون (سباح) على موقع أوليمبيديا (الإنجليزية)